# Pseudolus
Pseudolus is een toneelstuk van het genre fabula palliata van de oud-Romeinse toneelschrijver Titus Maccius Plautus. Het is een van de eerste voorbeelden van de Latijnse literatuur. Het stuk begint met de kortste proloog dan welke van de andere werken van Plautus ook, toch is het niet zeker of Plautus deze proloog zelf schreef of dat het later is toegevoegd.

## Verhaal
Callidorus, de jonge zoon van Simo, een edelman uit Athene, jammert tegen zijn slaaf Pseudolus, een pientere vent, over hoe zijn geliefde, Phoenicium, zojuist verkocht is door haar pooier Ballio aan Polymachaeroplagides, generaal van Macedonië, voor tweeduizend drachmen, waarvan er vandaag de laatste vijfhonderd door zijn boodschapper bezorgd worden. Pseudolus belooft zijn jonge meester het probleem op te lossen.
Tijdens een interactie tussen Ballio, Pseudolus en Callidorus, is Ballio zich niet bewust van het bedrog dat Pseudolus opvoert. Later vraagt Pseudolus aan Callidorus een trouwe vriend te zijn en hem te helpen bij zijn plan. Dan loopt Pseudolus Simo en een van diens vrienden tegen het lijf. Simo heeft gehoord dat zijn zoon verliefd is geworden op een prostitué en probeert nu het geld bijeen te krijgen om haar vrij te kopen. Simo sluit een weddenschap af met Pseudolus voor een bedrag van 2000 drachme dat Callidorus Phoenicium zonder succes van de slavernij zal redden.
Ondertussen rent Ballio door de stad om voorbereidingen te treffen voor zijn verjaardag (die is vandaag) en hij praat met een kok die hij zojuist heeft ingehuurd. Terwijl Ballio van huis is, onderschept Pseudolus de boodschapper, Harpax, die gestuurd is om de laatste 500 drachme te brengen, en Phoenicium in ontvangst te nemen. Pseudolus zegt dat hij Syrus is, de slaaf van Ballio, en probeert het geld van Harpax los te krijgen, maar deze zegt dat hem is opgedragen het geld uitsluitend aan Ballio te geven. Desondanks weet Pseudolus Harpax zover te krijgen dat deze op de terugkomst van Ballio wacht in de nabijgelegen herberg.
Uiteindelijk blijkt Callidorus een trouwe vriend te zijn van Pseudolus, alhoewel hij niet erg slim is, en niet echt wat Pseudolus in gedachte had. Tijdens de verwisseling is het bekend geworden dat er een nieuwe slaaf is aangekomen waar maar weinig mensen in Athene van af weten; hij is een buitenlander, maar hij is naar men zegt ongelooflijk intelligent. Pseudolus geeft zijn slaaf de instructie om de 500 drachme en de brief van de generaal in ontvangst te nemen als deze ligt te slapen en zich aan Ballio voor te stellen als Harpax. Na de ontmoeting loopt Ballio Simo tegen het lijf en samen hebben ze het over Callidorus en hoe verpletterd hij zich moet voelen nu Phoenicium onderweg is naar de generaal van Macedonië.
Dan ontmoet Ballio de échte Harpax, van wie hij aanneemt dat het een vriend van Pseudolus is, en zegt dat ie moet maken dat hij wegkomt. Uiteindelijk krijgt Callidorus het meisje, moet Ballio de echte Harpax terugbetalen, en wint Pseudolus de weddenschap met Simo; deze twee gaan op het eind ergens wat drinken.

## Rolverdeling
Pseudolus - slaaf van Callidorus

Callidorus - jonge zoon

Simo - vader van Callidorus

Callipho - buurman van Simo

Phoenicium - schandknaap

Ballio - pooier van Phoenicium

Polymachaeroplagides - generaal van Macedonië

Harpax - slaaf van een officier

Charinus - vriend van Callidorus

Simia - slavin van Charinus

Jonge slaaf - van Ballio

Kok'

Courtisanen

Slavenbewakers

## Thema
- De pientere slaaf - Pseudolus is een voorbeeld van het stereotype van een slimme slaaf, wat kenmerkend is in het werk van Plautus

## Bewerking
A Funny Thing Happened on the Way to the Forum - De basis van dit plot alsook de hoofdpersoon Pseudolus